# Шахта «Краснокутська»
ДВАТ "Шахта «Краснокутська». Входить до ДХК «Донбасантрацит». Знаходиться у м. Хрустальний Луганської області.
Фактичний видобуток 3105/1161 т/добу (1990/1999). У 2003 р. видобуто 207 тис.т. вугілля.
Глибина робіт 343/610 м (1990/1999). Протяжність підземних виробок 84,9/102,4 км (1990/1999). У 1990/1999 розробляла пласти l4, l6 та l6, l5, l4, l2 потужністю 1,17/1,22 м, кут падіння 3-12о.
Пласт l4 небезпечний з раптових викидів. Кількість очисних вибоїв 10/5, підготовчих 29/11 (1990/1999).
Кількість працюючих: 2939/1932 чол., в тому числі підземних 1864/787 чол. (1990/1999).
Адреса: 94529, м. Хрустальний, Луганської обл.